# Luis Caruana Gómez de Barreda
Luis Caruana Gómez de Barreda (Valencia, 25 de diciembre de 1917-Valencia, 5 de julio de 1993) fue un militar español, capitán general de la V Región Militar.
Ingresó en el Ejército el 8 de febrero de 1936, alcanzando el grado de alférez en 1939. Entre 1942 y 1943 luchó como voluntario con la División Azul. Después se diplomó en Estado Mayor y fue jefe de Estado Mayor de la División de Infantería Motorizada Maestrazgo número 3 del Centro de Instrucción de Reclutas número 7. Ascendió a general de brigada en mayo de 1974 y nombrado gobernador militar de Castellón de la Plana. En mayo de 1978 ascendió a general de división y fue nombrado gobernador militar de la provincia de Valencia. Al mismo tiempo coincidió con el capitán general de la III Región Militar, Jaime Milans del Bosch. En 1979 fue instructor del juicio militar contra el general de la Guardia Civil Juan Atarés Peña, acusado de increpar el teniente general Manuel Gutiérrez Mellado.
Durante el 23-F se mantuvo del lado de la legalidad, pero fue criticado por no haber arrestado a Milans del Bosch, tal como le había ordenado el jefe del estado mayor, José Gabeiras Montero. El 2 de octubre de 1981 fue ascendido a teniente general y fue nombrado capitán general de la V Región Militar (Zaragoza). El 14 de mayo de 1983 pasó a la situación B por haber cumplido la edad reglamentaria. Posteriormente volvió a Valencia, donde residió hasta su muerte.